# قندرون أسلي
قندرون أسلي أو الخُندَريلي (الاسم العلمي: Chondrilla juncea) هو نوع من النباتات يتبع جنس القندرون من الفصيلة النجمية.